# Hilara philina
Hilara philina är en tvåvingeart som beskrevs av Speiser 1910. Hilara philina ingår i släktet Hilara och familjen dansflugor.
Artens utbredningsområde är Tanzania. Inga underarter finns listade i Catalogue of Life.